# Hero (collection)
Pour les articles homonymes, voir Hero.
Hero était une collection de Manhua de l'éditeur Soleil Productions jusqu'en juin 2007